# Kaple svatého Františka Xaverského (Brno)
Kaple svatého Františka Xaverského byla kaple, která stála v dnešní ulici Údolní v Brně, přibližně u domu čo. 30. 

## Historie
Na křižovatce úvozové cesty vedoucí ze Starého Brna na Tivoli (dnes přibližně ulice Úvoz) s cestou vedoucí ze Švábky (dnes Údolní) byla již 14. října 1680 vysvěcena kaple, která měla být postavena jako poděkování konce jedné z morových ran Brna. Kaple byla následně mezi lety 1755–1758 přestavěna jezuity podle návrhu Františka Antonína Grimma. Zvonice na vrcholu střechy byla opatřena umíráčkem, který zvonil i během poprav na šibenici. Stavba je zachycena na prvním vojenském mapování. Za josefínských reforem ztratila kaple roku 1784 svoji sakrální funkci a v roce 1789 začala sloužit jako mýtnice. Kaple byla zbořena na konci 19. století, roku 1888, nebo 1896.

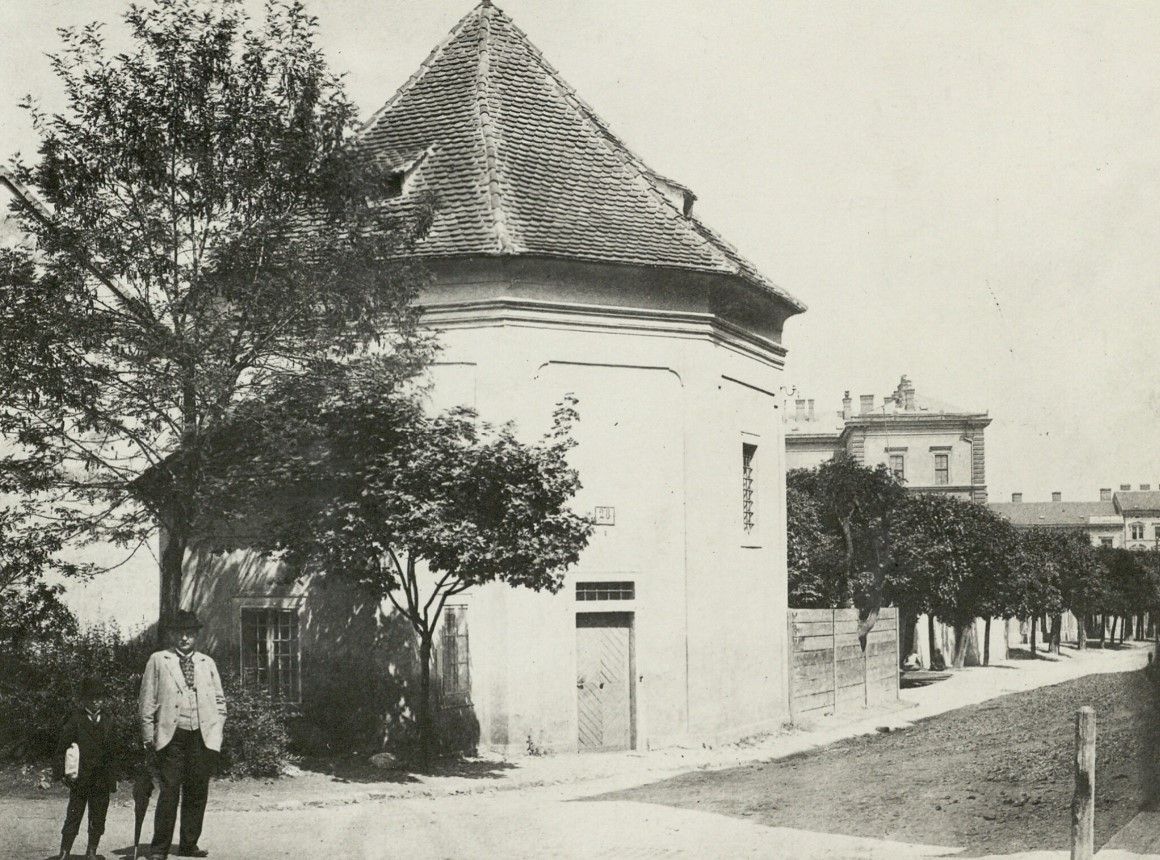
Pohled na kapli a porodnici v pozadí, Josef Kunzfeld, 1888
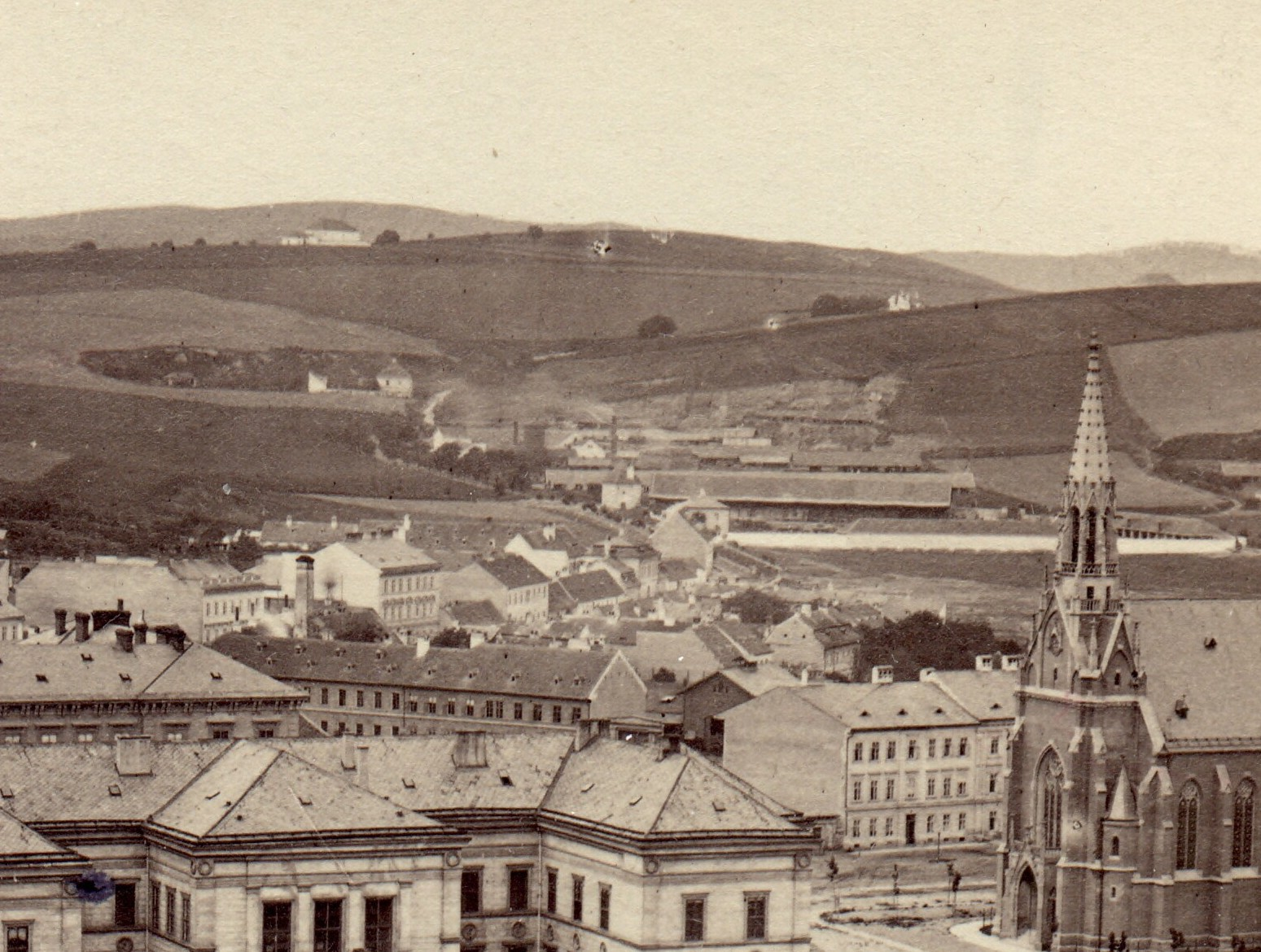
Kaple viditelná na fotografii Josefa Homolky pořízené roku 1867 z věže kostela sv. Jakuba
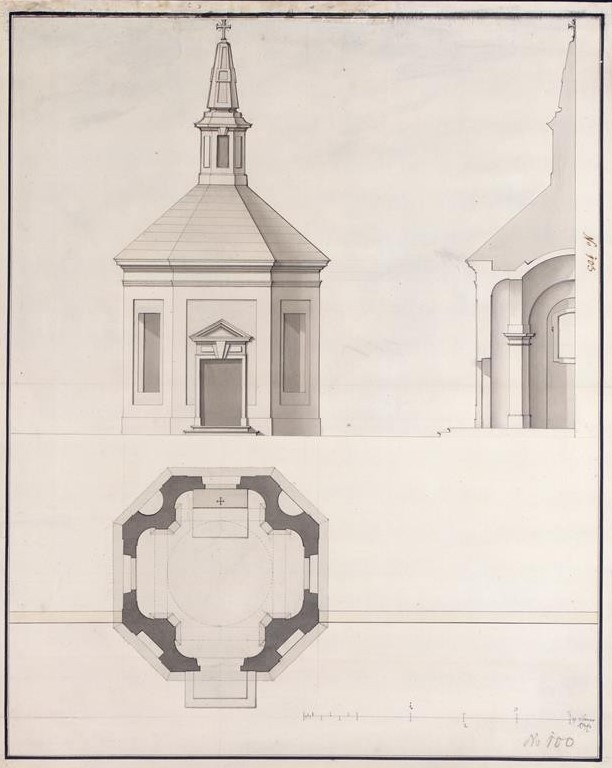
Projekt přestavby F. A. Grimma
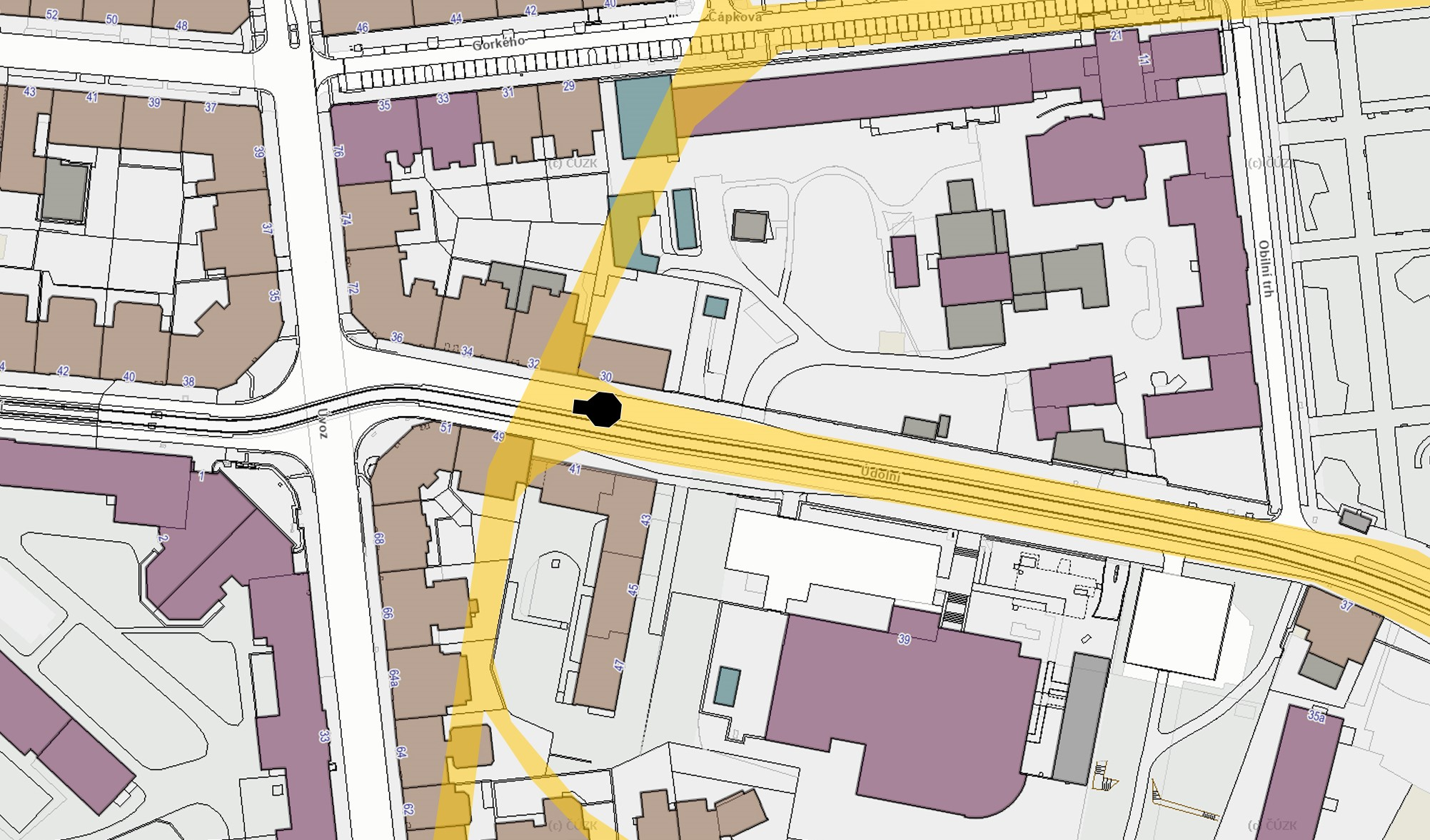
Místo umístění kaple v současné zástavbě, žlutě zaznačen původní tvar cest před jejich narovnáním.